# Доменіко Жилярді
Доменіко Жилярді( італ. Domenico Gilardi; 4 червня 1785, Монтаньола — 26 лютого, 1845) — російський архітектор доби ампіру, італієць зі Швейцарії за походженням (кантон Тічино). Працював переважно в місті Москва та в підмосковних садибах.

## Життєпис
Швейцарський кантон Тічино, де переважали італійські мешканці, здавна був регіоном будівельників і архітекторів. Нестача замов на батьківщині спонукала до постійних пошуків заробітку в північний Італії і інших країнах.
Представники родини Жилярді з Монтаньоли оселились в місті Москва в середині 18 століття. Батько, Джованні Жилярді, влаштувався на будівництво і догляд у московський Виховний заклад, де рахувався штатним архітектором. Доменіко Жилярді народився в Монтаньолі. У віці одинадцять років його перевезли до Москви.

## Художня і архітектурна освіта
Статки родини дозволили дати Доменіко Жилярді первісну художню освіту у Карло Скотті в Петербурзі, де він навчався в період 1799-1803 років. Але кращі заробітки давало будівництво і архітектурне ремесло. Жилярді відбув на навчання у Північну Італію.

## Міланські корені московського ампіру
Для опанування архітектурної освіти Доменіко Жилярді відбув у Мілансько-Цезальпінську республіку. Навчався в академії Брера у 1804-1806 роках. Формально вона входила до імперії Наполеона І Бонапарта. Тут склались особливі політичні і художні умови, що відбилось в швидкому переході від бароко до класицизму, а згодом і до ампіру, агресивно нав'язаного як Франції, так і державам-сателітам, залежним від Наполеона І.
Міланський ампір суттєво відрізнявся від паризького апміру, позаяк мав італійські архітектурні традиції і власний репертуар ( композиційний і декоративний ), незважаючи на теоретичну  пов'язаність з офіційним ампіром паризького зразка. Наполеонівський ампір - стиль жорсткий, пафосний  і холодний, офіційний, більш символічний. Він помітно відрізнявся від класицизму кінця 18 ст., який вільно обрали і відродили французькі митці в середині століття. Наполеон, як узурпатор влади, активно жадав величі і ореолу могутності давньоримських імператорів. Саме тому  митцям Франції було наказано брати за взірці мистецтво не республіканського Риму, а в Римі доби імператорів — офіційному, поміркованому і холодно-величному. Не був ампір і вищим щаблем розвитку класицизму, бо по відмиранню нав'язаного Наполеоном державі ампіру, класицизм в країні був відновлений і трохи перегодом переродився в академізм 19 ст.
Ампір як стиль, короткий за терміном існування і неширокий за обсягом прийнявших його країн, викликав зацікавленість у дослідників. У Франції його існування обмежують 1799 — 1815 рр.,  тобто кінцем правління Директорії та повним крахом кар'єри Наполеона Бонапарта. В Європі того часу стиль ампір, тісно пов'язаний з військовими авантюрами Наполеона, не мав популярності як стиль загарбників, не сприймався мешканцями захоплених державних утворень, залишився лише стилем військової еліти.  Ампір практично був прийнятим лише в наполеонівській Франції та в Російській імперії, де мав, однак, дещо різне політичне навантаження - звеличення влади Наполеона та його військових прибічників у Франції (його  нової військової еліти ), в Росії - звеличення влади царя і уславлення перемоги над арміями загарбників-французів, тріумф переможців.

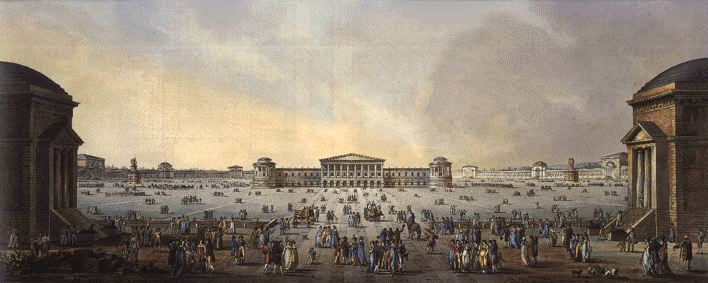
Джованні Антоніо Антоліні. Форум Наполеона для Мілана, проект.

Навчання в Мілані і вивчення новітніх ампірних споруд значно вплинули на свідомість і художню манеру Доменіко Жилярді. Зразків міланського ампіру небагато, але вони відрізнялись величчю і містобудівним чи ансамблевим значенням.
В Мілані в цей період архітектор Луїджи Каньола (Cagnola) вибудував монументальні Тічинські ворота (1801–1814 рр.) Школою для архітекторів були проектні кресленики  Джованні Антоніо Антоліні (Antolini), котрий запроектував великий Форум Бонапарта (1800 р. ) в монументальних і холодних формах.  Форми і вишуканий декор міланського Форуму Бонапарта  перейшли у архітектурний арсенал Доменіко Жилярді. 
Навряд чи Жилярді бачив вибудований в цій же стилістиці театр Сан-Карло в Неаполі (1810–1811, Антоніо Никколіні), але міг бачити і вивчати креслення архітектора. Серед небагатьох інших споруд в стилі ампір також вілла Поджо Імперіале поблизу  міста Флоренція (1806, Паскуале Поччанті), церква-мавзолей в Посаньйо, котру вибудував скульптор Антоніо Канова у співпраці з  венеціанським архітектором Джованні Сельва (1819–1833).

## Праця в Москві
Війна з Наполеоном примусила Доменіко Жилярді покинути Італію і влітку 1810 року він відбув у Москву. В тривожний 1812 рік відбув у евакуацію з Москви у місто Казань, де перебував разом із архітектором Д. Г. Григорьєвим, майбутнім співавтором і співпрацівником. 
Руйнації і пожежа в Москві восени 1812 року сприяли значним матеріальним збиткам дворянських родин. Однак це відкрило широкі можливості для їх відновлення і для замов московським архітекторам.
1813 року Доменико Жилярді влаштувався на працю в Експедицію кремлівського будівництва, тоді ж працював на ремонті дзвіниці Іван Великий та інших споруд, поруйновних у 1812 р. 1817 року старий батько звільнився і відбув на батьківщину. Доменико Жилярді успадкував його посаду штатного архітектора Виховного закладу. 
1817 року він призначений на відповідальний об'єкт - відновлення головної споруди  Московського університету на вул. Моховой (1817—1819, разом із арх. Д. Г. Григорьєвим), бо воно теж постраждало від пожежі 1812 року. 
1818 року Жилярді запросили на  відновлення Катерининського інституту на Кудринській площі. В період 1826—1832 років Жилярді відновлював Слобідський палац на Лефортовській площі.
По закінченні великих споруд в Москві відбув на батьківщину. Помер 1845 року.

## Вибрані твори

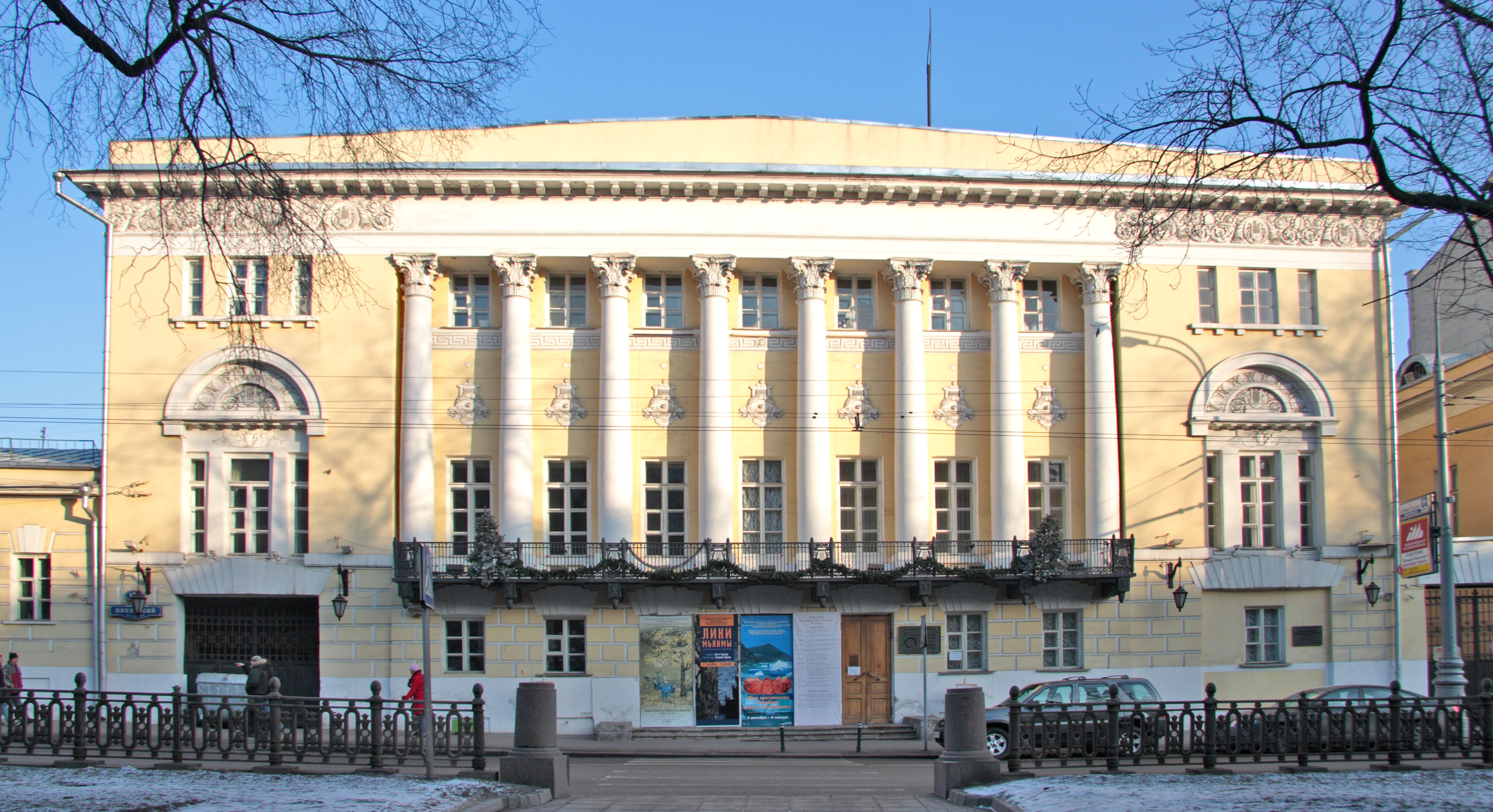
Колишній будинок-палац Луніних, нині Державний музей мистецтв народів Сходу.

- Кінний двір, Музичний павільйон, садиба Кузьмінки
- Мавзолей, Суханово (садиба), проект 1813  року
- Садиба Студенець, для московського губернатора Закревського,  Москва
- Садиба Усачових-Найдьонових на Земляному валу
- Садиба і палац Гагаріних  на вул. Поварській
- Будинок-палац Луніних, Никитський бульвар (нині  Державний музей мистецтв народів Сходу )
- Будинок-палац Лопухіних (нині Музей письменника Л.М. Толстого)
- Будинок-палац Хрущових-Селезньових (нині Музей О.С. Пушкіна)
- Слобідський палац, відновлення після пожежі 1812 р.
- Катерининський інститут, відновлення після пожежі 1812 р.
- Московський університет, перебудови декору фасадів, актова зала (декор), відновлення після пожежі 1812 р.

## Галерея

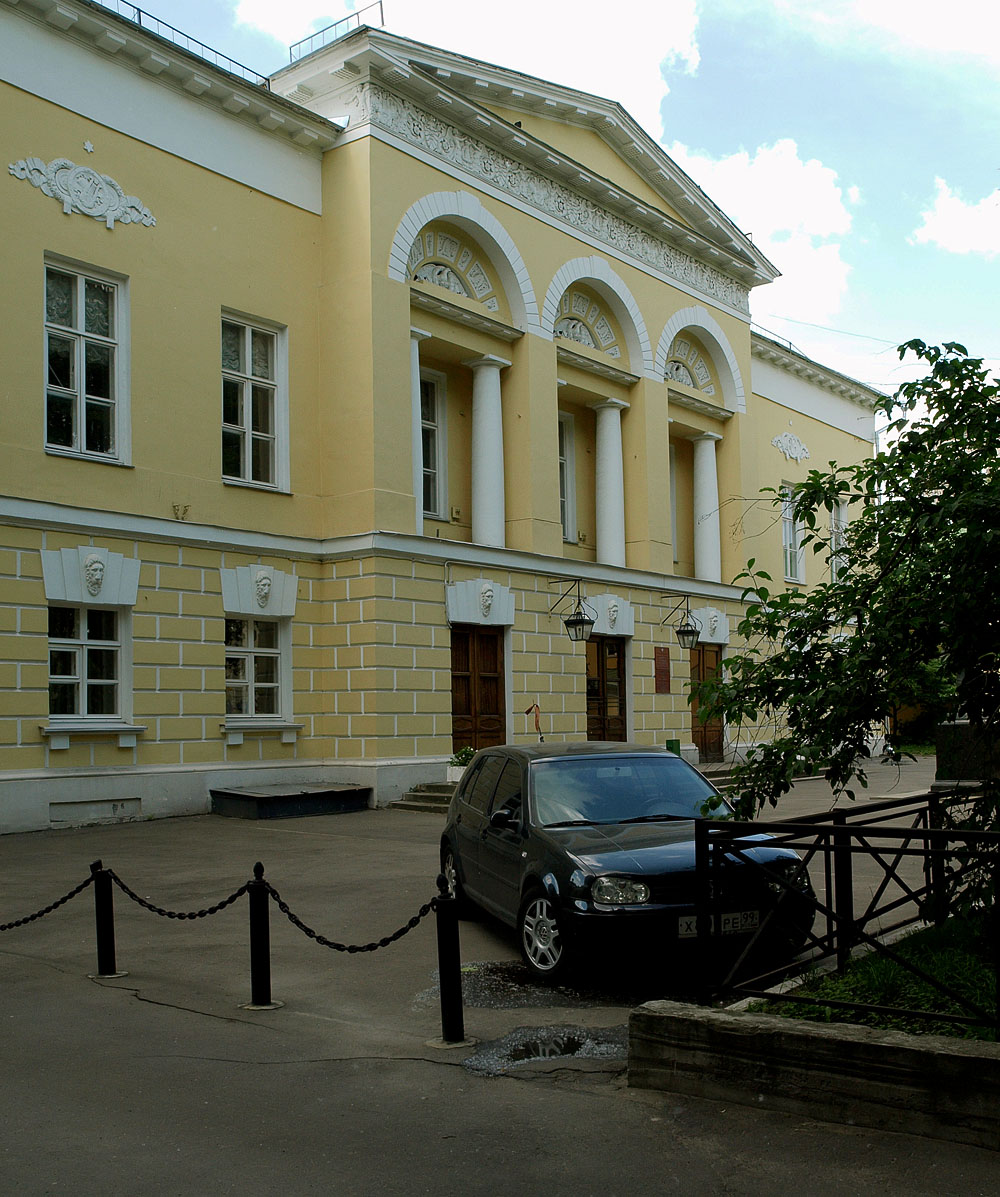
Садиба і палац кн. Гагаріних
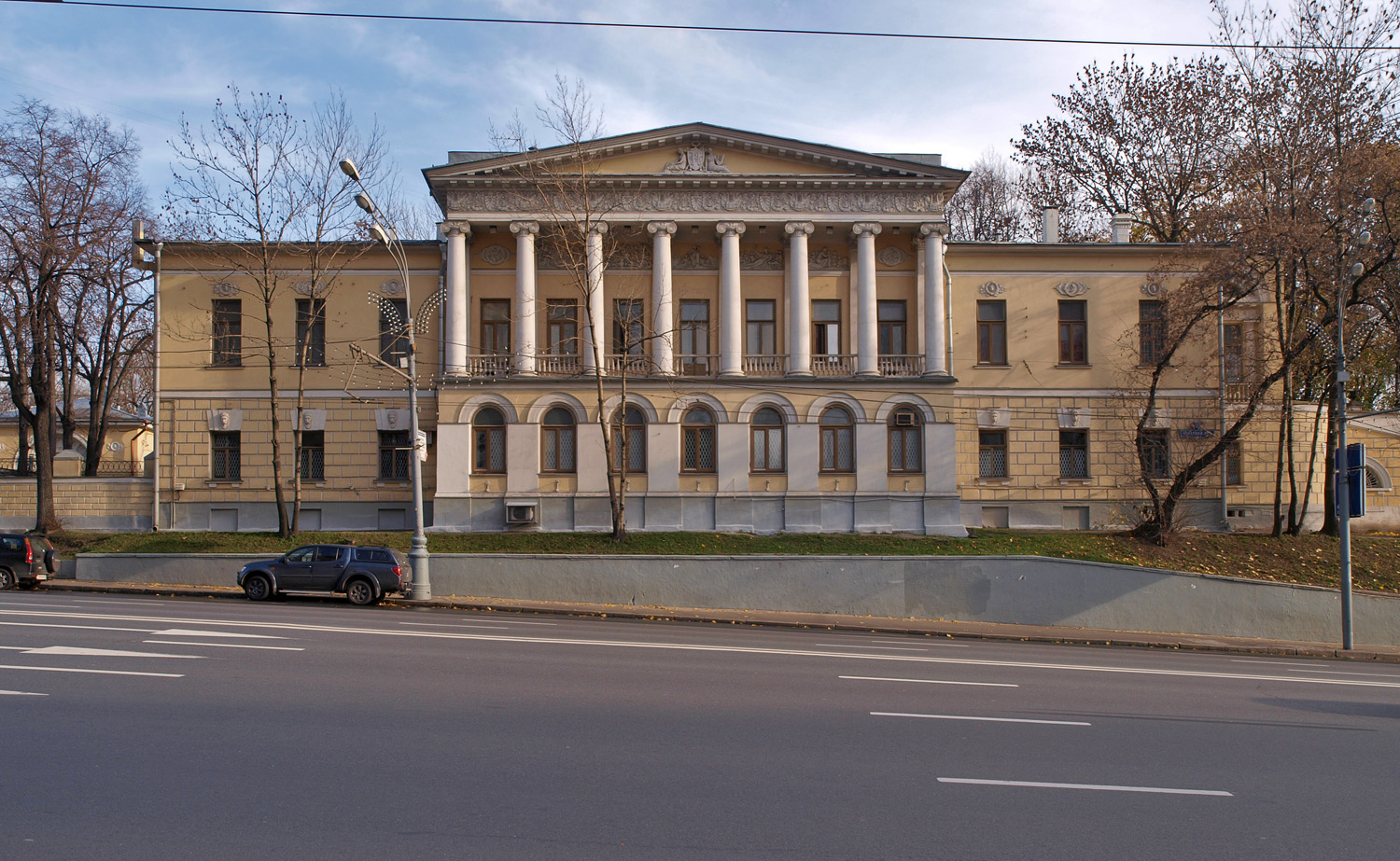
Садиба Усачових-Найдьонових, Земляний Вал.
Проект Д. Жилярді. Мавзолей (садиба Суханово), поземний фіксаційний план.
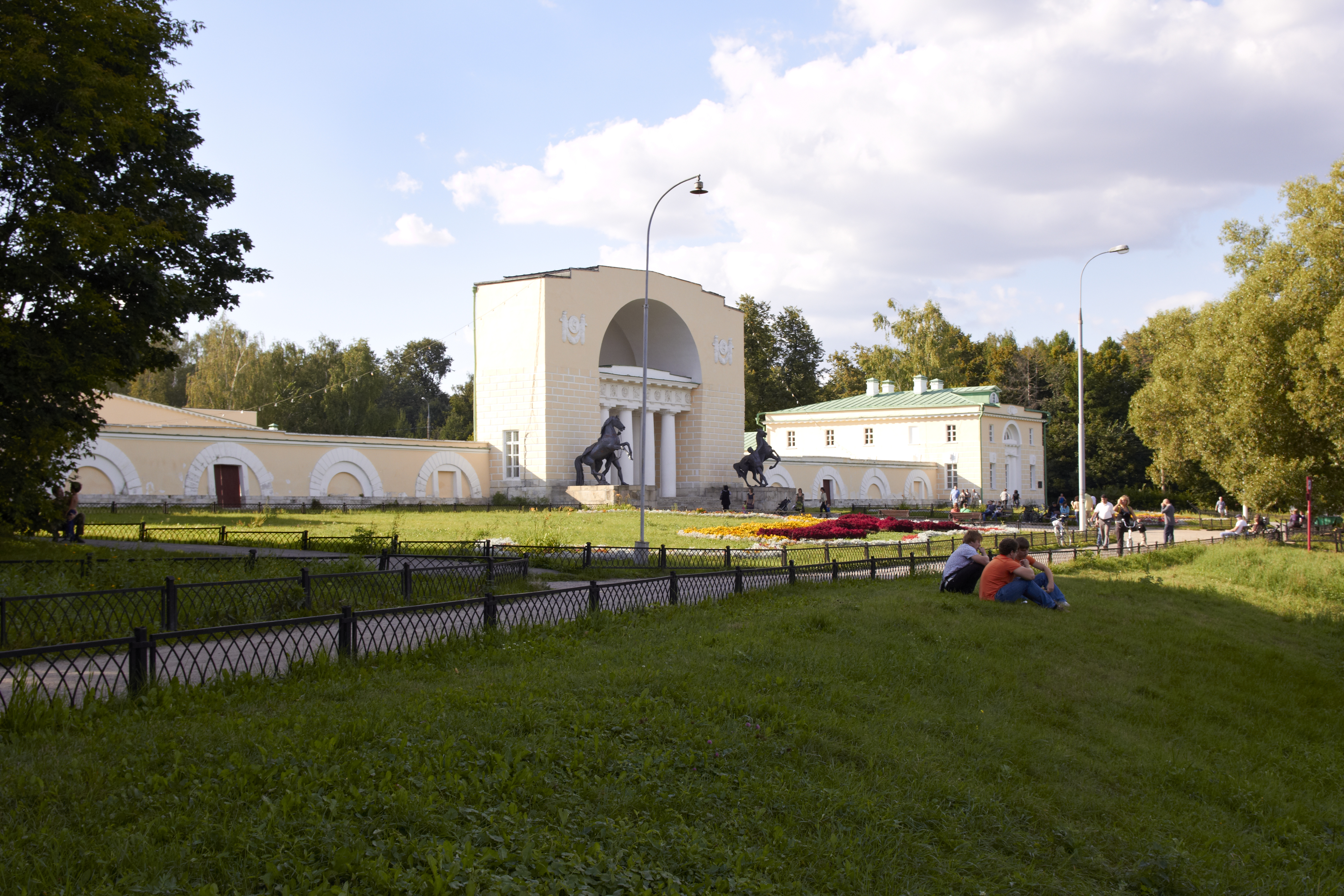
Кінний двір, садиба Кузьмінки
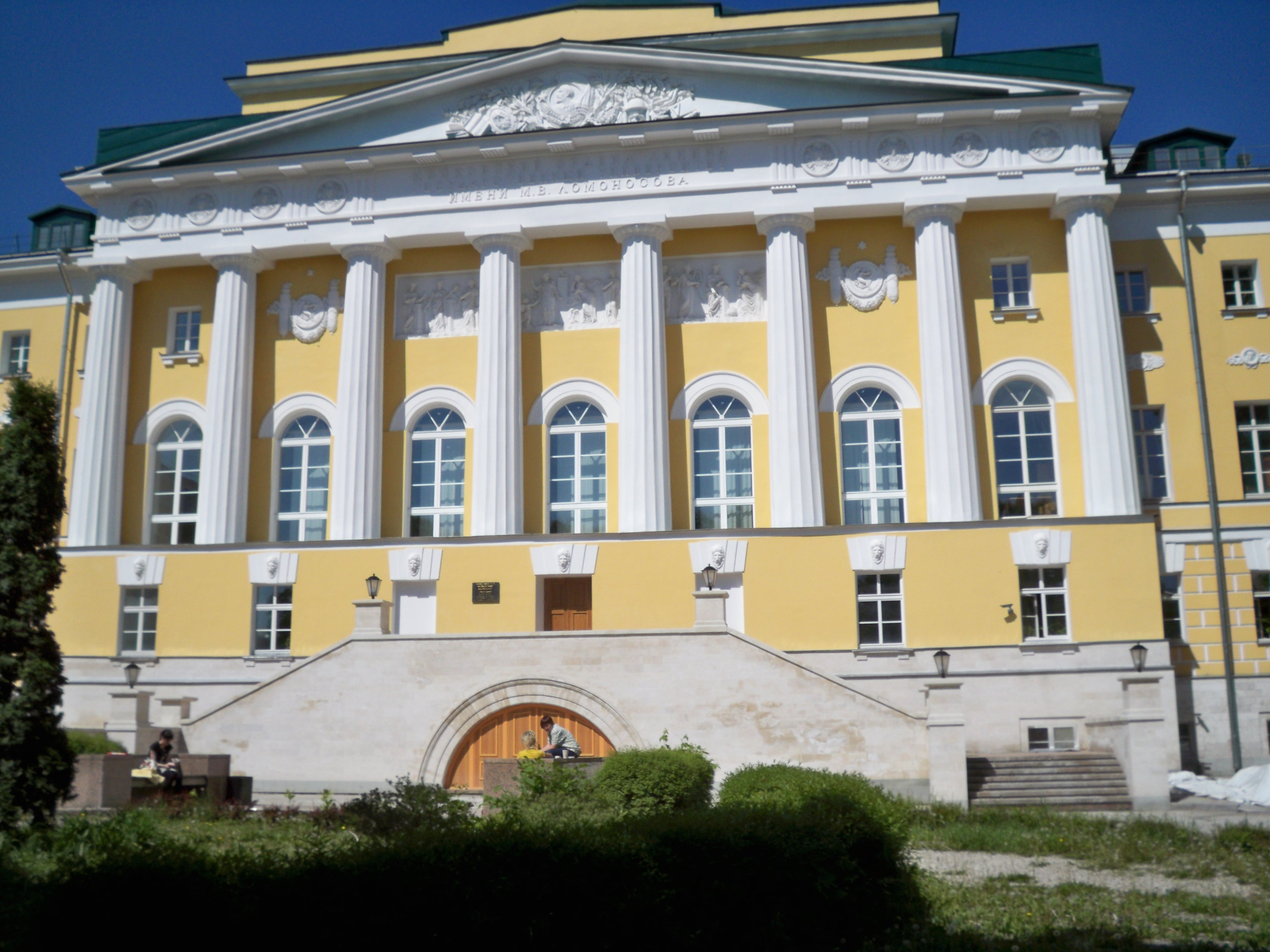
Московський університет на вул. Моховая, почесний двір.
Поземний план споруди університету у Москві, відновлення після пожежі, 1817 р., Мендризио, Швейцарія.